# Episodi di The Brink
La prima e unica stagione della serie televisiva The Brink, composta da dieci episodi, è stata trasmessa negli Stati Uniti dal canale HBO dal 21 giugno al 23 agosto 2015.
In Italia, la stagione è andata in onda in prima visione sul canale satellitare Sky Atlantic dal 4 settembre al 6 novembre 2015.
| nº | Titolo originale           | Titolo italiano              | Prima TV USA   | Prima TV Italia   |
| -- | -------------------------- | ---------------------------- | -------------- | ----------------- |
| 1  | Pilot                      | Crisi imminente              | 21 giugno 2015 | 4 settembre 2015  |
| 2  | Half-Cocked                | Il drone                     | 28 giugno 2015 | 11 settembre 2015 |
| 3  | Baghdad My Ass             | Doppio gioco                 | 5 luglio 2015  | 18 settembre 2015 |
| 4  | I'll Never Be Batman       | Il sottomarino nucleare      | 12 luglio 2015 | 25 settembre 2015 |
| 5  | Swim, Shmuley, Swim        | Nuota, Shmuley, nuota        | 19 luglio 2015 | 2 ottobre 2015    |
| 6  | Tweet Tweet Tweet          | Cinguettii dal Pakistan      | 26 luglio 2015 | 9 ottobre 2015    |
| 7  | Sticky Wicket              | Una situazione complicata    | 2 agosto 2015  | 16 ottobre 2015   |
| 8  | Who's Grover Cleveland?    | Operazione saggezza infinita | 9 agosto 2015  | 23 ottobre 2015   |
| 9  | Just a Little Crazy Talk   | Sul filo del rasoio          | 16 agosto 2015 | 30 ottobre 2015   |
| 10 | There Will Be Consequences | Crisi superata               | 23 agosto 2015 | 6 novembre 2015   |